# ذا هو (فرقة ميتال)
ذا هو (بالإنجليزية: The Hu)‏ هي فرقة فولك ميتال منغولية تأسست في 2016، تستخدم الفرقة اللآلات الموسيقية التقليدية في منغوليا مثل موران خور.

## وصلات خارجية
- ذا هو (فرقة ميتال) على موقع ميوزك برينز (الإنجليزية)
- ذا هو (فرقة ميتال) على موقع أول ميوزيك (الإنجليزية)
- ذا هو (فرقة ميتال) على موقع ديسكوغز (الإنجليزية)